# José Antônio Peruzzo
José Antônio Peruzzo (ur. 19 kwietnia 1960 w Cascavel) – brazylijski duchowny katolicki, arcybiskup Kurytyby od 2015.

## Życiorys
22 grudnia 1985 otrzymał święcenia kapłańskie i został inkardynowany do archidiecezji Cascavel. Był m.in. koordynatorem wydziału katechetycznego kurii diecezjalnej, rektorem seminarium oraz proboszczem katedry w Cascavel.
24 sierpnia 2005 papież Benedykt XVI mianował go biskupem diecezji Palmas-Francisco Beltrão. Sakry biskupiej udzielił mu 23 listopada 2005 emerytowany arcybiskup metropolita Cascavel – Armando Círio.
7 stycznia 2015 papież Franciszek mianował go arcybiskupem metropolitą Kurytyby. Ingres odbył się 19 marca 2015.